# Gabriela Chojnacka-Szawłowska
Gabriela Chojnacka-Szawłowska (ur. 25 września 1946 w Toruniu) – polski psycholog, prof. dr hab., wykładowca akademicki.

## Życiorys
Otrzymała stopień doktora nauk przyrodniczych w 1976 na Akademii Medycznej w Gdańsku, a w 1987 obroniła doktorat z nauk humanistycznych na Uniwersytecie Gdańskim. Habilitację w zakresie psychologii klinicznej uzyskała w 1988 roku na podstawie uchwały wydziału humanistycznego Uniwersytetu Gdańskiego. Od 2002 roku profesor zwyczajny nauk humanistycznych. Obecnie wykłada na wydziale psychologii Wyższej Szkoły Finansów i Zarządzania w Warszawie.
Wchodzi w skład Komitetu naukowego w corocznej Ogólnopolskiej Konferencji Psychoonkologicznej organizowanej przez PTPO.

## Wybrane publikacje
- Chojnacka-Szawłowska G., Zmęczenie a zdrowie i choroba. Kraków 2009.
- Chojnacka-Szawłowska G., Zaburzenia procesów poznawczych a chemioterapia, [w:] Neuropsychologia medyczna, red. K. Jodzio, W. Nyka, Arche, Sopot 2008, s. 131–149.
- Chojnacka-Szawłowska G., Poczucie zagrożenia chorobą nowotworową przez palących i niepalących, [w:] Kliniczne i sądowo – penitencjarne aspekty funkcjonowania człowieka, red. G. Chojnacka-Szawłowska, B. Pastwa-Wojciechowska. Kraków 2007, s. 135–147.
- Chojnacka-Szawłowska G., Zwlekanie z badaniem diagnostycznym jako mechanizm ucieczki przed zagrożeniem, [w:] Człowiek u progu trzeciego tysiąclecia – zagrożenia i wyzwania, red. M. Plopa. Kraków, 2007, s. 257–277.
- Chojnacka-Szawłowska G., Stres a rak, [w:] „Psychologia w Medycynie”. Warszawa 2007.
- Chojnacka-Szawłowska G., Stres a rak, Psychologia i Medycyna – wspólne obszary zainteresowań, Seria Psychologia, Warszawa 2007, 1, s. 31–39.
- Chojnacka-Szawłowska G., Opinions about cancer and health- related behaviour in the Polish society, [w:] Anthology of Social and Behavioural Sciences, red. T. Maliszewski, W. J. Wojtowicz, J. Żerko, Linköping 2005, s. 393–401.